# 寬廢墟 (亞利桑那州)
寬廢虛（英語：Wide Ruins）是位於美國亞利桑那州阿帕契縣的一個人口普查指定地區。根據2010年美國人口普查，該地人口為176人，而該地的面積約為1.01平方千米。

## 地理
寬廢虛的座標為35°25′10″N 109°29′38″W / 35.41944°N 109.49389°W，而該地最高點為海拔高度1909米（即6263英尺）。